# Nations Cup (calcio)
La Nations Cup, anche nota come 4 Associations' Tournament o Celtic Cup fu un torneo calcistico delle Isole britanniche organizzato dalle federazioni calcistiche di Galles, Repubblica d'Irlanda, Irlanda del Nord e Scozia; istituito nel 2009 fu inteso come appuntamento biennale tra le quattro formazioni ma, dopo una prima edizione partita in ritardo nel 2011, nel 2012 ne fu deciso di fatto lo scioglimento quando la federazione della Repubblica d'Irlanda annunciò il suo disinteresse a partecipare a una seconda edizione.

## Storia
Il torneo è stato inizialmente proposto dall'allora CT dell'Irlanda del Nord, Lawrie Sanchez nel 2006. Il 18 settembre 2008, le associazioni nazionali di calcio della Scozia, Galles, Irlanda del Nord e Irlanda hanno annunciato l'intenzione di disputare un torneo internazionale nel 2011.  Il 12 agosto 2010 è stato annunciato che il torneo sarà sponsorizzato dalla birra Carling, e che per motivi di sponsorizzazione sarà conosciuto come Carling Nations Cup.
Il torneo inaugurale è stato giocato all'Aviva Stadium di Dublino nel mese di febbraio e maggio 2011, ed è stato vinto dai padroni di casa dell'Irlanda.

## Formato
La Nations Cup era strutturata con un girone all'italiana con gare di sola andata per un totale di sei partite.
Tre delle squadre coinvolte (Galles, Scozia e Irlanda del Nord) avevano già gareggiato nel Torneo Interbritannico, insieme con l'Inghilterra.
Il torneo doveva iniziare nel 2009, ma è stata ritardato fino al 2011 a causa delle qualificazioni al campionato mondiale di calcio 2010 già in atto. Le partite si giocano a febbraio e maggio, a rotazione in una della 4 nazioni.
La federazione calcistica del Galles è convinta che l'Inghilterra potrà aderire in un secondo momento se saranno risolti i problemi della congestione del calendario. Nei primi mesi del 2011, è stato riportato da BBC Sport che il Torneo Interbritannico può essere ripreso nel 2013. Più tardi si è appreso che l'Inghilterra potrà competere una tantum nel torneo del 2013 in occasione del 150º anniversario della Federazione calcistica dell'Inghilterra.